# Битва при Ласвари
Битва при Ласвари — сражение, состоявшееся 1 ноября 1803 года, является частью Второй англо-маратхской войны.
Британское войско под командованием Джерарда Лейка численностью 10000 человек противостояло армии маратхов численностью 9000 пехотинцев с 72 орудиями и 4000-5000 кавалеристов. Британцев также поддерживали союзные войсковые соединения из Алвара.
Пехотинцы из армии маратхов отчаянно и храбро сражались, отстаивая свои позиции, пока последние из них не были вынуждены капитулировать. Кавалерии армии маратхов также был нанесён серьёзный урон. Кроме того, было захвачено 72 орудия и большое количество боеприпасов.
17 декабря 1803 года по итогам битвы при Ласвари, Рагходжи Бхонсле II подписал Деагаонское Соглашение с представителями британской стороны, по которому он передал последним провинцию Каттак, включая Баласор.